# سامسونج جالكسي راوند
سامسونج جالاكسي راوند (بالإنجليزية: Samsung Galaxy Round)‏ هو هاتف ذكي من إلكترونيات سامسونج ضمن سلسلة سامسونج جالاكسي يعمل بنظام أندرويد، تم طرحه في الأسواق في 9 أكتوبر 2013.

## الخصائص
- نظام التشغيل: أندرويد
- الكاميرا الأمامية: 2 ميجابكسل
- الكاميرا الخلفية: 13 ميجابكسل
- الوزن: 144.3 غ (5.09 أونصة)
- المعالج: 2.3 جيجا هرتز رباعي النواة
- الذاكرة: 3 جيجابايت
- التخزين: 32 جيجابايت ذاكرة وميضية

## وصلات خارجية
- الموقع الإلكتروني